# جهان‌آباد (تفت)
جهان‌آباد روستایی در دهستان گاریزات بخش گاریزات شهرستان تفت استان یزد ایران است.

## جمعیت
بر پایه سرشماری عمومی نفوس و مسکن در سال ۱۳۹۵ جمعیت این روستا ۹۰ نفر (۳۲خانوار) بوده‌است.